# S-400
Le S-400 Trioumf (en russe : С-400 Триумф, « S-400 Triomphe ») est un système de défense antiaérienne et antimissile mobile russe, développé par la société Almaz-Antei. Sa désignation OTAN est SA-21 Growler.

## Historique
Le S-400 Triumf (Triomphe en français) est la version évoluée du système S-300P qui s'en différencie par l'adoption de systèmes modernisés. En 2015, le radar serait capable d'accrocher 80 cibles et de contrôler jusqu'à 160 missiles. Il possède en plus une capacité antimissile. C'est un système antiaérien de génération 4+.
En 2019, il est considéré comme l'un des systèmes de défense antiaérienne les plus modernes au monde.
Deux batteries sont déployées en Biélorussie par les forces russes en janvier 2022.
Le 23 août 2023, le renseignement militaire ukrainien affirme avoir détruit, près d'Olenivka en Crimée, « un système de défense antiaérienne S-400 composé d'un lanceur, de missiles et de personnels, portant un coup douloureux au système de défense antiaérienne de l'occupant russe »,,.
Le 14 septembre 2023, les forces ukrainiennes annoncent avoir détruit une batterie de défense anti-aérienne S-400 Trioumf située dans les environs d'Eupatoria en Crimée,,.
Le 15 mai 2024, l’Ukraine lance une attaque de missiles ATACMS MGM-140B pour frapper, entre autres, une batterie de S-400 sur la base aérienne de Belbek en Crimée.
Une salve de MGM-140B ATACMS a frappé une batterie S-400 à Mospyne, dans la région de Donetsk occupée par la Russie, le 22 et 23 mai 2023. Elle a détruit le radar 96L6 et au moins deux des lanceurs.

## Composition du système
Le système S-400 inclut :

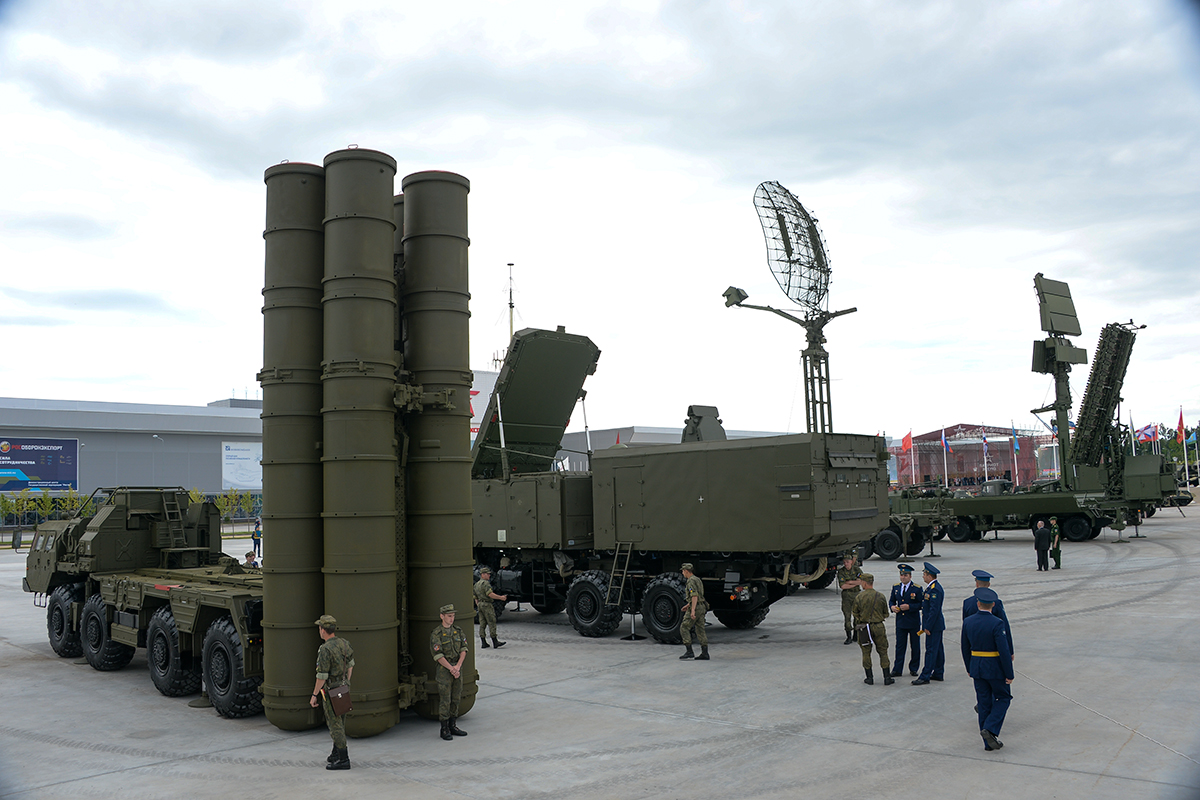
Présentation des composants d'une batterie de Triumf en 2018.

- 1 poste de commandement mobile 55K6E ;
- 1 station radar mobile 91H6E ;
- jusqu'à 8 groupes de lancement incluant :
  - 1 station radar mobile multifonction 92H6E,
  - 1 station radar mobile de haute altitude 96L6E,
  - 1 station radar mobile basse altitude et cibles de taille réduite 40B6M,
  - jusqu'à 12 véhicules de lancement 5P85TE2/5P85SE2, avec 4 missiles chacun,
  - 5 types de missiles (portées et altitudes de frappe différentes sélectionnables automatiquement lors du tir en fonction de la détermination du type de cible) ;
- système de maintenance de l'installation de tir ;
- système de maintenance des missiles.

Au total, un système comprend jusqu'à 48 missiles prêts à être tirés. Les différents systèmes présents dans une zone peuvent fonctionner en réseau, et ainsi couvrir un vaste territoire.
Le poste de commandement peut aussi contrôler les systèmes tels que les S-300PMU1/2, Tor-M1 et Pantsir-S1.

## Types de cibles
Les types de cibles sont :
- Bombardiers stratégiques tels que les B-1, B-2, FB-111 et B-52H.
- Avions de lutte électronique comme les EF-111A, EA-6 et EA-18G.
- Avions de reconnaissance comme le TR-1.
- AWACS tels que E-3A et E-2C.
- Chasseurs de type Mirage 2000, Rafale, F-15, F-16 et F-22.
- Aéronefs furtifs B-2, F-117-Nighthawk, F-35 et F-22.
- Missiles de croisière stratégiques comme le Tomahawk.
- Missiles balistiques.
- Hélicoptères et drones.
- Toute cible évoluant entre 0 et 4 800 mètres d'altitude.

## Utilisateurs

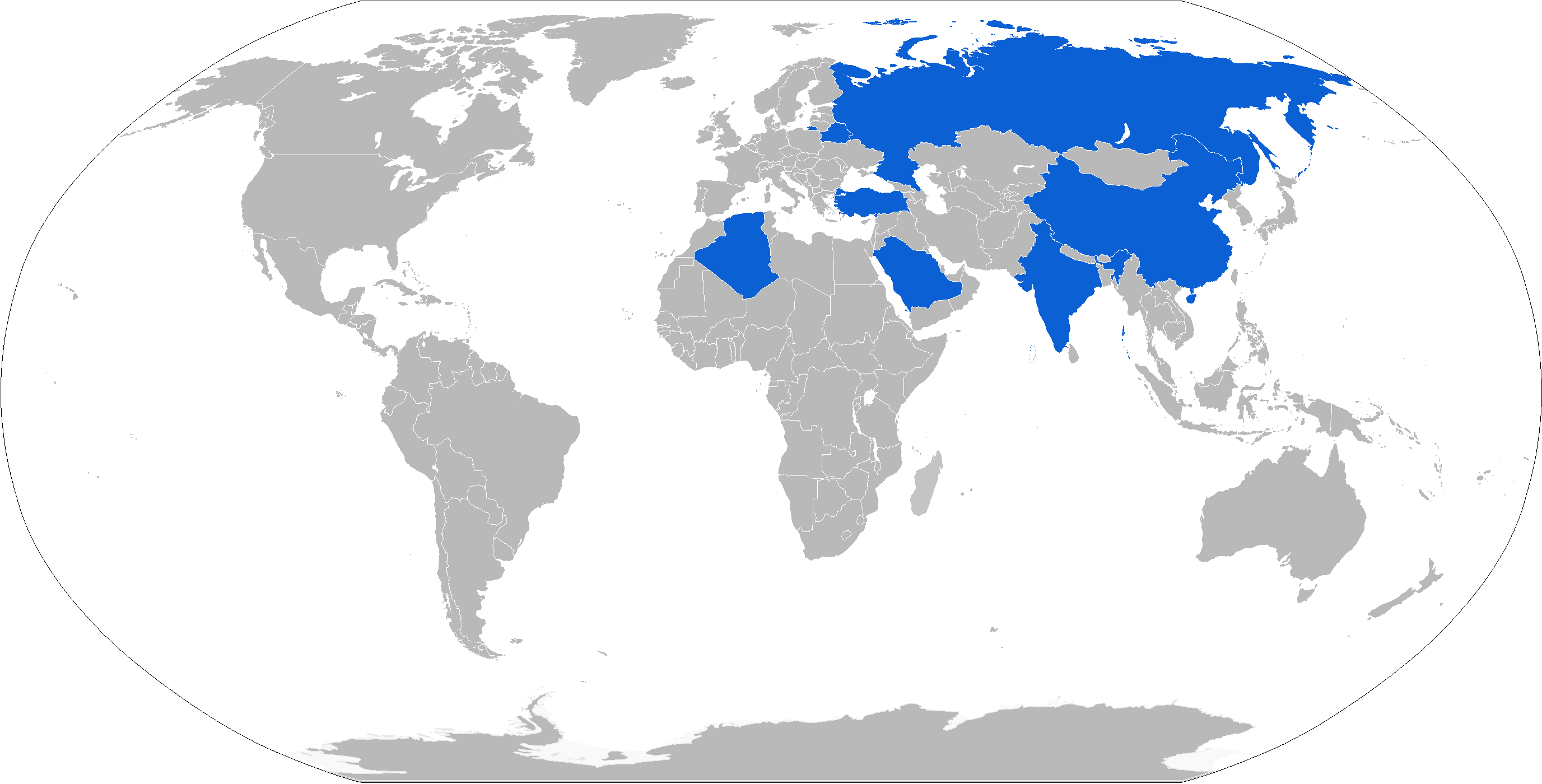
En bleu : utilisateurs officiels du S-400.

- Russie : Un minimum de 448 véhicules opérationnels en 2022[14]. Un premier régiment a été formé en 2007 et est destiné à la protection de la région de Moscou. La deuxième région à recevoir des S-400 est l'oblast de Léningrad[15]. À terme, il est prévu de remplacer tous les anciens S-300 et S-200 par des S-300 modernisés et des S-400. Le 30 septembre 2014, un régiment doté de missiles sol-air S-400 Triumph et de systèmes antiaériens Pantsir-S et relevant du 4e commandement de l'armée de l'air et de la défense antiaérienne est entré en service opérationnel dans le territoire de Krasnodar. La Russie comptait jusqu'ici six régiments équipés de missiles S-400, dont trois dans la région de Moscou, à Dmitrov, Elektrostal et Zvenigorod, ainsi que des régiments sur la mer Baltique, à Nakhodka (Extrême-Orient) et dans la région militaire du Sud.
- Biélorussie : Contrat signé en mai 2022 et exécuté en décembre[16],[17].
- Chine : La Chine aurait passé commande de 4 à 6 batteries S-400 pour environ trois milliards de dollars mais officiellement le navire transportant les missiles a rencontré une tempête endommageant les missiles fin 2018[18]. 32 véhicules opérationnels en 2022[19].
- Inde : Un contrat est signé en 2018 entre la Russie et l'Inde prévoyant l'achat de 5 batteries de S-400 pour un montant de 5,43 milliards de $. La 1re batterie est livrée en novembre 2021, la 2e en février 2022[20],[21],[22] et la troisième livraison a lieu en août 2023[23]. En mars 2021, le secrétaire américain à la Défense Lloyd Austin discute de l'achat prévu par l'Inde du système de missiles aériens S-400 de la Russie et avertit que l'achat de S-400 pourrait déclencher des sanctions de la loi CAATSA[24]. Les deux dernières livraisons sont prévues pour 2026[25].
- Qatar : Le Qatar manifeste en 2018 son intérêt pour le système de défense S-400. En réaction, l'Arabie saoudite le menace d'une « action militaire » s'il venait à l’acquérir[26].
- Turquie : En septembre 2017, la Turquie a déclaré avoir acheté des systèmes S-400 à la Russie[27], ce qui est confirmé en mars 2019 par le président Erdogan[28]. En avril 2019, la livraison de ces missiles est annoncée pour juillet 2019[29].
La livraison des S-400 a lieu effectivement en juillet 2019. Mais la Turquie s'expose à de graves sanctions de la part des États-Unis, malgré la position exprimée par le président Donald Trump pour qui le choix de la Turquie du système russe résulte du refus de l'administration de Barack Obama de livrer le système MIM-104 Patriot américain, malgré des demandes répétées d'Ankara[30]. 2 systèmes opérationnels en 2022[31].
- Algérie : Premières batteries S-400 reçus en 2021[32]. Le système devient complètement opérationnel et intégré aux forces de défense aérienne algérienne en 2025[33].
- 🇮🇷 Iran : Premier test réussie fin juillet 2025 . Le nombre de batteries en service reste inconnu , mais l'Iran affirme son statue operationelle dés 2025 et que son espace aérien est maintenant assuré et protégé contre les cibles et menaces aérienne notamment en reponse a la Guerre des 12 jours qui a lieu début juin et a la menace israelienne .